# Réserve naturelle régionale du Molinet
La réserve naturelle régionale du Molinet (RNR4) est une réserve naturelle régionale (RNR) situé dans le Pas-de-Calais, en région Hauts-de-France. Initialement créée sous forme d'une réserve naturelle volontaire en 1987, elle a été classée en RNR en 2009 et occupe une surface de 6,72 hectares et protège un ensemble de boisements et de pelouses calcicoles.

## Localisation

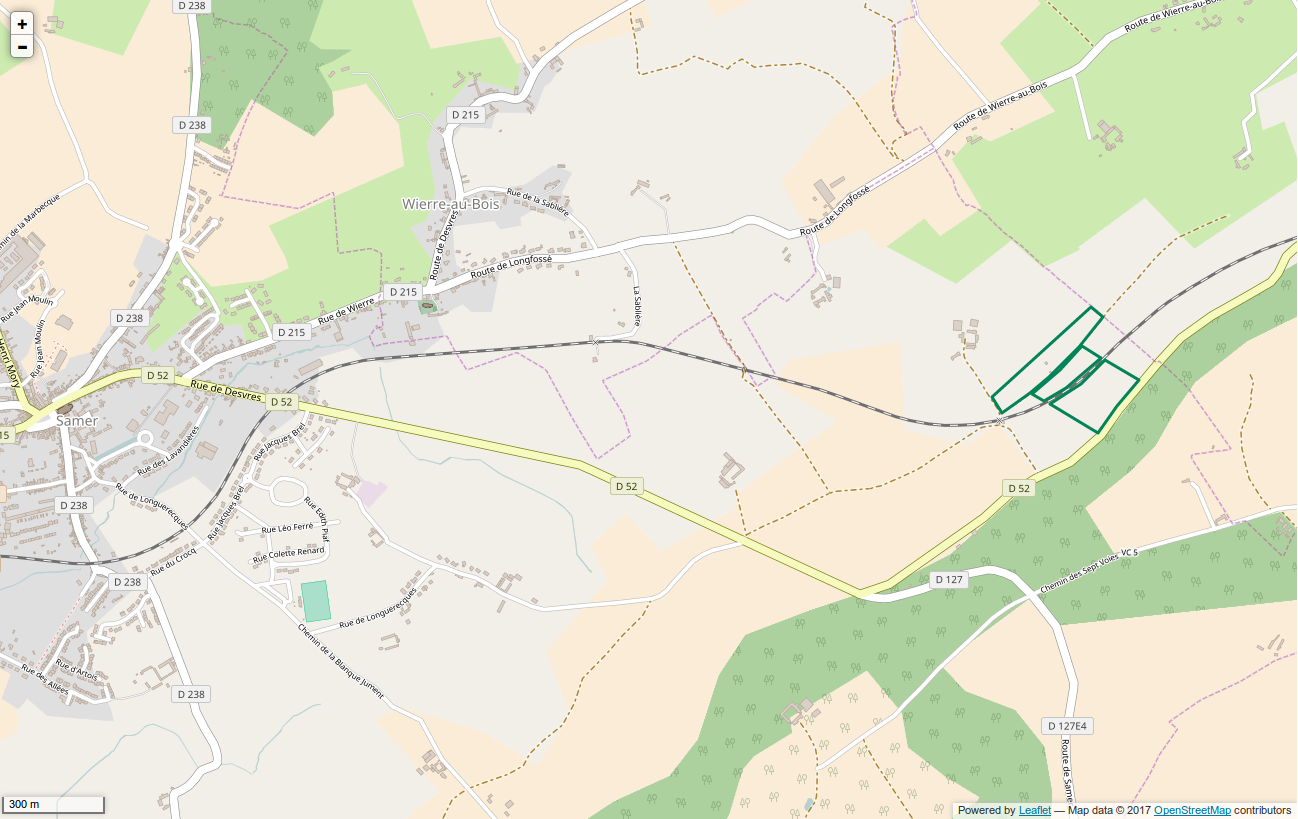
Périmètre de la réserve naturelle.

Le territoire de la réserve naturelle est dans le département du Pas-de-Calais, sur la commune de Samer et en limite de la commune de Longfossé au sein du Parc naturel régional des Caps et Marais d'Opale.

## Histoire du site et de la réserve

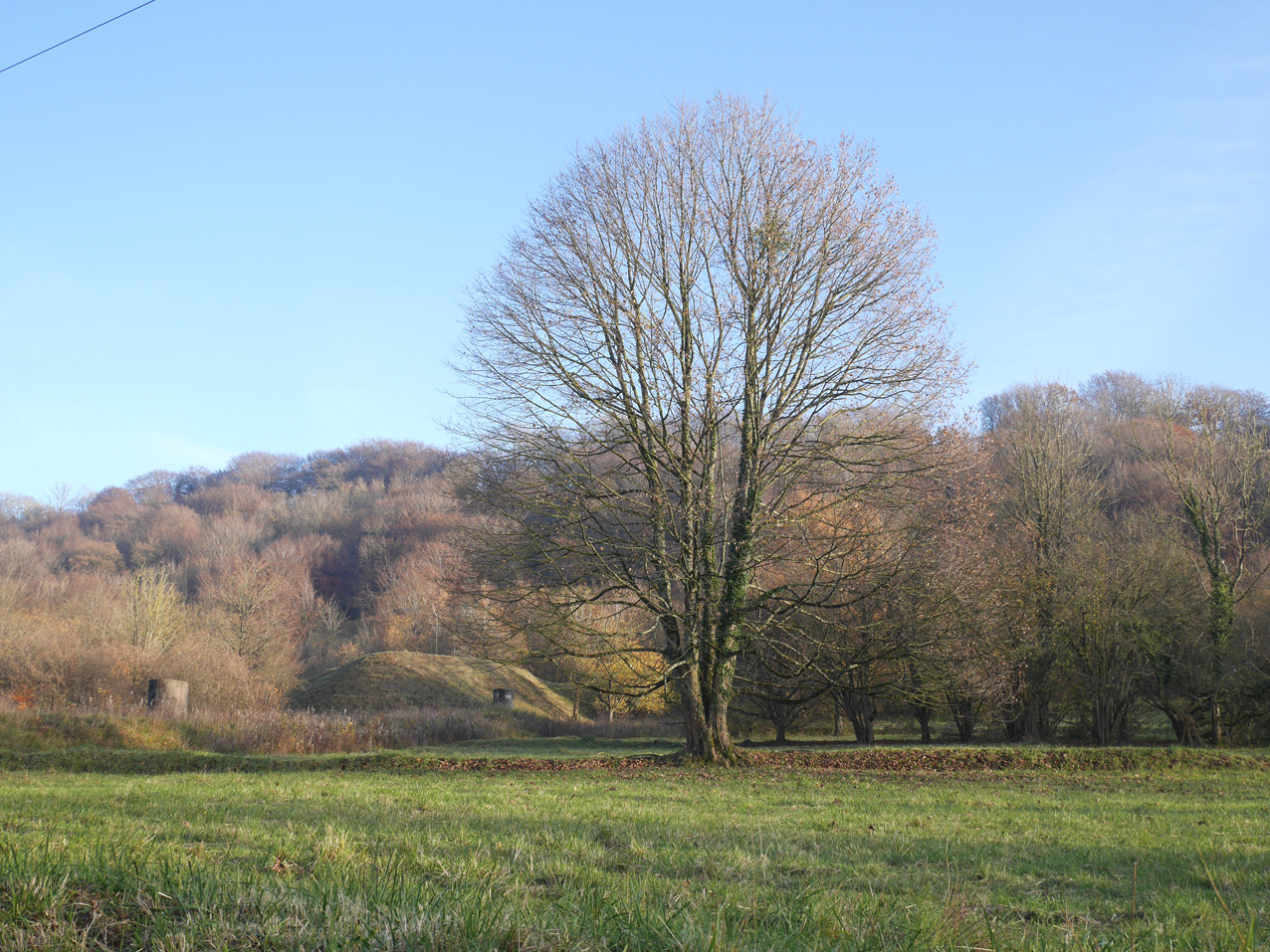

La réserve naturelle volontaire a été créée en 1987. Elle tire son nom du château du Grand Molinet (18e s.).
Le classement en Réserve naturelle régionale est intervenu le 5 octobre 2009 par une délibération du Conseil Régional.

## Écologie (biodiversité, intérêt écopaysager…)
Le site contient un ensemble de boisements et prairies calcicoles. Il constitue également le périmètre de protection d'un captage alimentant une partie de l'agglomération de Boulogne-sur-Mer.

### Flore

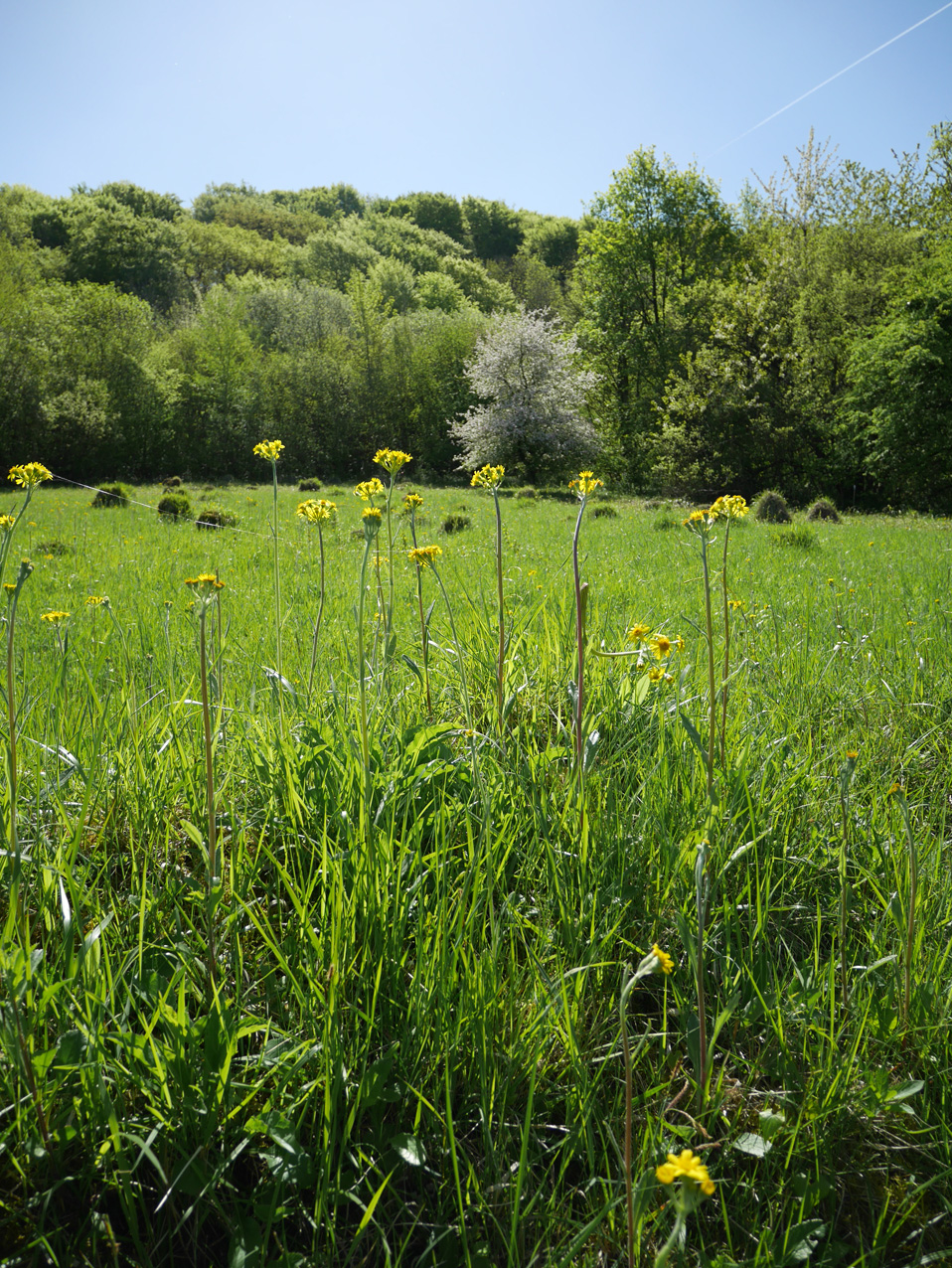

On trouve sur le site près de 180 espèces végétales (Séneçon à feuilles en spatules, Épipactis de Müller, Parnassie des marais, Mélampyre des prés) dont 23 sont d'intérêt patrimonial.

### Faune
La faune du site comprend le Muscardin, le Criquet de la Palène et l'Azuré bleu céleste.

## Intérêt touristique et pédagogique
L'accès au site est interdit au public. Site fermé avec accès réglementé et sous autorisation.

## Administration, plan de gestion, règlement
La réserve naturelle est gérée par le Conservatoire d'espaces naturels du Nord et du Pas-de-Calais.

### Outils et statut juridique
Le site a été classé en Réserve naturelle volontaire le 13 juillet 1987. Son reclassement en Réserve naturelle régionale est intervenu par une délibération du Conseil régional du 5 octobre 2009 pour une durée de 10 ans reconductible.